# Río Miriñay
Le río Miriñay est un cours d'eau d'Argentine, situé dans le bassin hydrographique du río Uruguay, qui parcourt quelque 200 km dans la province de 
Corrientes. Il naît des étangs et marécages de même nom situés au sud-est des 
Esteros del Iberá (ou étangs de l'Iberá), près de la localité de Colonia Carlos Pellegrini. Il fonctionne comme émissaire de ces marécages et zones humides. Son cours est globalement orienté vers le sud-est. En fin de parcours, il débouche dans l'Uruguay à la hauteur de la côte 52, un peu au nord de la ville de Ceibo.
Le bassin du Miriñay s'étend sur 10 977 km2. Son lit parcourt une large plaine alluviale de pente très faible (0,15 % maximum), ce qui fait que ses bords sont marécageux. Il forme un système d'étangs de grandeur variable, qui atteint une grande taille à l'époque des pluies, entre décembre et mai.
Le bassin du Miriñay s'alimente surtout des précipitations et de l'accumulation d'eau dans le système de l'Iberá. Son débit moyen annuel pour la periode 1968 à 1997 a été de 148 m3/s,.